# 片岡K
片岡 K（かたおか けい、本名：片岡 啓、1964年6月21日 - ）は、東京都出身の日本のテレビ演出家・映像クリエイター・映画監督・脚本家・作家など。

## 来歴・人物
明治学院大学卒業後、テレコムジャパンに勤め、およそ半年後にディレクターとしてデビュー、『世界の車窓から』などを手がける。しかし3年で退社。その後フジテレビ深夜番組『音効さん』『文學ト云フ事』『よい国』『かしこ』などを手がける。
その後は、おもにテレビドラマを中心に活動。『世にも奇妙な物語』や『学校の階段』などの監督をつとめる。自身が企画したテレビ朝日系深夜ドラマ『いとしの未来ちゃん』では1クール全11話の脚本・演出を一人で手掛ける。アミューズに所属していた時期もあった。
2004年、綿矢りさ原作の『インストール』（主演：上戸彩）で映画監督としてデビュー。
妻は元女優、CMアイドルの井出薫。
BSフジ『宝島の地図』内の1コーナーを書籍化した『新しい単位』（「世界単位認定協会」という著者名で片岡K本人が執筆）は2002年に17万部の販売実績になった。
2010年、自身のTwitter内で劇団結成を呼びかけ、プロアマ混在の劇団ツイゲキを立ち上げる。Twitter投票によって看板女優を決めTwitterでしか宣伝しないというスタイルを採用している。片岡K自身の脚本・演出によるツイゲキの第1回公演「FUKENZEN」は“テレビでは絶対に放送出来ないこと”をテーマに掲げたナンセンスブラックコメディという内容。ツイゲキは翌年も新宿シアターブラッツで第2回公演「MAJIME」を行っている。

## 監督・演出
1991年
世界の車窓から - テレビ朝日
ワリと普通の家族 - テレビ朝日
地理B - フジテレビ
1992年
5年後 - フジテレビ
風まかせ 新・諸国漫遊記 - フジテレビ
TOKYO百景 - フジテレビ
1993年
ワーズワースの庭で - フジテレビ
ピロピロ - フジテレビ（つきざわけんじと2週ずつ交代で演出）
音効さん - フジテレビ
音効さんスペシャル - フジテレビ
1994年
文學ト云フ事 - フジテレビ
よい国 - フジテレビ
1995年
かしこ - フジテレビ
かしこスペシャル - フジテレビ
私の叔父さん - フジテレビ
UN FACTORY ソムリエ - フジテレビ
1996年
恋愛前夜 第3話『素顔』 - 日本テレビ
Tokyo23区の女『目黒区の女』 - フジテレビ
恐い女シリーズ『殴る女』 - フジテレビ
世にも奇妙な物語 秋の特別編『のどが渇く』 - フジテレビ
世にも奇妙な物語 聖夜の特別編『ゴリラ』 - フジテレビ
3番テーブルの客 - フジテレビ
金魚のフン - テレビ朝日
1997年
いとしの未来ちゃん - テレビ朝日
運命の恋人 - テレビ朝日
1998年
テクノマエストロ - フジテレビ
なっちゃん家 - テレビ朝日
コジコジ - TBS
1999年
コジコジ - TBS
学校の怪談 春のたたりスペシャル『先生、僕が見えますか』 - 関西テレビ
ロマンス（タイトルバック） - 日本テレビ
地球に好奇心『カンヌ映画祭』 - NHK-BS
同窓会「スネークマンショー HERE WE GO AGAIN」 - テレビ東京
2000年
宝島の地図 - BSフジ
めぐる夏 - フジテレビ
2001年
慎吾ママドラマSP「おっはー」は世界を救う! - フジテレビ
ウソコイ - 関西テレビ
宝島の地図 Proffesional - BSフジ
宝島の地図 PINEAPPLE - BSフジ
JUDGE CAFE - BS-i
A side B - BS-i
2002年
禁じられた遊び - フジテレビ
嵐の犬のキモチになってみましたワン - フジテレビ
コイブミ - テレビ東京
お宝島の地図 - BSフジ
2003年
宝島の地図よっ - BSフジ
ニセ宝島の地図 - BSフジ
2004年
インストール - 映画
宝島の地図エイト - BSフジ
宝島の地図セブン - BSフジ
2005年
女優開発プロジェクト ××プロ - テレビ朝日、BS朝日
正しい恋愛のススメ - TBS
Calling you - DVD
2006年
ドラマコンプレックス『59番目のプロポーズ』 - 日本テレビ
ドラマコンプレックス『コシノ家の闘う女たち』 - 日本テレビ
2008年
ケータイ刑事 銭形海サードシリーズ - BS-i （第6話）
東京少女山下リオ - BS-i （第3話）
枯れオヤジ〜カレセンと呼ばないで〜 - BSフジ
東京少女岡本あずさ - BS-i （第3話）
東京少女福永マリカ - BS-i （第4話）
2009年
セレぶり3 - テレビ東京
セレぶり3オンステージ - 舞台演出
東京少女ユ・ソルア - BS-i （第1話）
恋とオシャレと男のコ - BS-TBS （第4・8話）
不思議Wiiテレビ「未来は今」- Wiiの間 （第4・6話）
ケータイ刑事 銭形命 - BS-TBS （第4話）
夏休みの恋人〜フィルムの中の彼女〜 - ネット配信
偉人の来る部屋 - TOKYO MX
2010年
MASTER TAPE 〜荒井由実“ひこうき雲”の秘密を探る〜 - NHK BS2
MUSICAL3 - TOKYO MX
セレぶり3ラストステージ - 舞台演出
劇団ツイゲキ ver.1.0「FUKENZEN」 - 脚本・舞台演出
2011年
僕のとてもわがままな奥さん - NHK
R60 スネークマンショー - WOWOW
教えて！バナナマン - BeeTV
映画ツイルム 「Talk to me / キカセテ。」- ツイルム製作委員会

## 著書
2002年
「新しい単位」（世界単位認定協会）- 扶桑社刊
2003年
「【新しい】新しい単位」（世界単位認定協会）- 扶桑社刊
2004年
「新しい単位（DVD版）」（世界単位認定協会）- 扶桑社刊
2011年
「ジワジワ来る◯◯（マルマル）」 - アスペクト刊
「ジワジワ来る□□（カクカク）」 - 幻冬舎刊
2012年
「ジワジワ来る🐾（猫猫）」 - 幻冬舎刊
2013年
「ジワジワ来る♡♡（ウフウフ）」 - 扶桑社刊
2014年
「ジワジワ来る凸凹（デコボコ）」 - 扶桑社刊